# Afroïstic Trio
Afroïstic Trio – międzynarodowe trio jazzowe.
Zespół gra muzykę jazzową z elementami nowoczesnego funky, bluesa, elementy te łącząc z tradycją dźwięków afrykańskich. Liderem zespołu jest amerykański basista, Reggie Washington, współtwórca koncertów Branforda Marsalisa, Steve'go Colemana, Lestera Bowiego i Ronalda Shannona Jacksona. Pozostali członkowie zespołu to gitarzysta, kompozytor i wokalista z Senegalu, Herve Samb oraz perkusista z Beninu, Ulri Yul Edorh, który muzyczne umiejętności nabył w Konserwatorium Muzycznym w Marsylii.